# Saray, Yerköy
Saray là một thị trấn thuộc huyện Yerköy, tỉnh Yozgat, Thổ Nhĩ Kỳ. Dân số thời điểm năm 2010 là 1.45 người.